# サルグル朝
サルグル朝（سلغُریان, اتابکان فارس）は、テュルク系サルグル人の王朝で、セルジューク朝、ホラズム・シャー朝、モンゴル帝国といった強大な外部勢力に属してファールス地方を支配する地方政権であった。サルガル朝とも。

## 概要
1148年、セルジューク朝のスルタン・マスウードの時代に反乱を起こしたソンクルによってサルグル朝が建国された。その後、サルグル朝はイラン南部での地位を確立し、クルド人地域を征服し、ケルマーン・セルジューク朝の継承に介入し、セルジューク朝のスルタン、マリク・シャー3世の息子のマフムードをセルジューク朝スルタン位の継承者として擁立した。1203年-1204年にはイスファハーンを一時占領し、その後1235年にバーレーンを占領した。
サアド・イブン・ザンギー（サアド1世）の下でサルグル朝は繁栄を迎えたが、ホラズム・シャー朝がイラン高原に進出するとその支配下に入った。この頃、ペルシャ人詩人シーラーズのサアディーは『ブースターン』と『ゴレスターン』をサアド1世とサアド2世に捧げている。1220年代にはモンゴルのホラズム侵攻によってホラズム・シャー朝が瓦解したが、ジャラールッディーン・メングベルディーがホラズム再興のためファールス地方に訪れた時はこれを迎え入れて娘婿としている。
サアド1世の死後、その息子のアブー・バクル・イブン・サアドはモンゴル帝国第2代皇帝オゴデイに自らの弟を使者として派遣し、モンゴル帝国への服属を表明した。これを受けて、オゴデイはアブー・バクルにクトゥルグ・カンの称号を授け、サルグル朝はモンゴル宮廷に毎年3万ディナールを差し出すよう取り決められた。第4代皇帝モンケの治世にフレグの西征が始まると、アブー・バクルは甥のセルジューク・シャーをフレグの下に派遣し、セルジューク・シャーはジャイフーン川（アム川）でフレグに謁見し歓待を受けた。ところが、この頃アブー・バクルが亡くなり、その息子のサアド2世、更にその息子のムハンマドが相継いで死去したことにより、ムハンマド・シャーが即位することになった。
ムハンマド・シャーは驕慢な人物で、フレグからの出頭要請を口実を設けて何度も拒否したため、不満を抱いたサアド2世の寡婦のテルケン・カトンはムハンマド・シャーを捕らえてフレグの下に送りつけてしまった。フレグの同意を得てテルケン・カトンはムハンマド・シャーの弟のセルジューク・シャーを王位に即けたが、この人物も感情の激しやすい性質であり、ある時テルケン・カトンの悪口を聞くとその場で宦官にテルケン・カトンを殺すよう命じてしまった。宦官がテルケン・カトンの首を持ってくると、耳飾りとしていた見事な真珠を手にとって楽人に投げつけたという。
さらに、セルジューク・シャーはシーラーズに駐留するモンゴル人代官が自らの振るまいに批判的であることを知ると、これを部下ともども殺害してしまった。ここに至り、フレグもようやくセルジューク・シャーを武力で討伐することを決め、捕らえていたムハンマド・シャーを処刑し、遠征軍の一部をファールス地方に派遣した。これを知ったセルジューク・シャーはペルシア湾方面に逃れ、残されたシーラーズ市民は抵抗せずモンゴル軍を迎え入れたため、安全を保証された。一方、セルジューク・シャーはカーズィルーン市でモンゴル軍に抵抗を試みたものの、最終的には敗れて捕らえられ、1264年に処刑された。
セルジューク・シャーの敗死後、もはやサルグル朝の一族にはサアド2世とテルケン・カトンの間に生まれた二人の娘しか残っておらず、その内の一人のウンス・カトンが暫定的にサルグル朝の統治者の地位を継いだ。しかしそれから1年後、ウンス・カトンはフレグの息子の一人のモンケ・テムルに嫁ぐよう命じられ、その代わりにファールス地方はフレグの派遣したディーワーンが統治するようになった。1287年にウンス・カトンがタブリーズで死去したとき、これをもってサルグル朝は滅亡した。

## 文化
イラン高原の中でも経済的先進地であるシーラーズを擁するサルグル朝は文化政策に力を入れており、クトゥブッディーン・シーラージーやワッサーフといった著名な文化人を多数輩出した。これらの文化人の下、シーラーズはペルシア文化の中心地として発展していった。

## 歴代君主
- ソンクル (1148–1161)
- ザンギー (1161–1178)
- テケレ (1178–1198)
- サアド1世 (1198–1226)
- アブー・バクル・イブン・サアド (1226–1260)
- サアド2世 (1260–1260)
- ムハンマド1世 (1260–1262)
- ムハンマド2世 (1263)
- セルジューク・シャー (1263)
- ウンス・カトン (1263–1282)